# Marransó
Marransó, o lo Marransó, és un paratge del terme municipal de Tremp, al Pallars Jussà, dins de l'antic terme ribagorçà de Sapeira.
Està situat a l'esquerra del barranc d'Espills, a la part alta de la vall d'aquest barranc, en un dels contraforts septentrionals del Serrat de la Sarga. És al sud-oest de la Masia de Barravés i al sud-oest de los Pouets.
Li dona noma una antiga casa, actualment desapareguda (Marransó), mentre que el territori que depenia directament de la casa és el que es denomina amb article (lo Marransó).